# Doryrhamphus janssi
Doryrhamphus janssi es una especie de pez de la familia Syngnathidae, en el orden de los Syngnathiformes.

## Morfología
Tienen la boca en forma de tubo, ensanchando algo la cabeza y el cuerpo, que conforman una horizontal, rematada por una distintiva aleta caudal, más grande y ovalada. El cuerpo es color azul grisáceo, con una amplia zona central de color naranja, y la aleta caudal de color negro, con los márgenes y una mancha central en blanco.
Tiene 22-25 radios blandos dorsales, 19-21 radios blandos pectorales, 4 radios blandos anales, 16 anillos en el cuerpo y 21-23 anillos en la cola.
Los machos tienen una bolsa incubadora bajo el abdomen, y las hembras tienen ovopositor. 
Los machos pueden alcanzar 14 cm de longitud total.

## Reproducción
Es ovovivíparo y el macho transporta los huevos en una bolsa ventral, la cual se encuentra debajo de la cola.
Tienen entre 80 y 150 huevos por camada, de color ámbar y con forma de pera, que están embebidos parcialmente en un trozo de piel, en el que los embriones reciben oxígeno de los capilares circundantes. El macho incuba la puesta, hasta que eclosionan individuos perfectamente formados, transparentes, de unos 30 mm, que permanecen por poco tiempo en estado pelágico. Cuando se asientan comienza a aparecer la coloración.

## Hábitat
Es un pez  de mar y de clima tropical y asociado a los arrecifes de coral que vive entre 0-35 m de profundidad.
Se encuentra en piscinas mareales y grietas de los arrecifes, también en arrecifes interiores protegidos, normalmente en cuevas con esponjas y bajo grandes placas de corales.
Es un activo limpiador, y sus estaciones de limpieza son visitadas por peces cardenal y damiselas, que son desparasitados por parejas de D. janssi.

## Distribución geográfica
Se encuentra desde el este del océano Índico hasta las Islas Salomón, y Truk en Micronesia.
Es especie nativa de Australia, Camboya, Filipinas, India (Andaman), Indonesia, isla Navidad, Micronesia, Palaos, Papúa Nueva Guinea, Singapur, islas Salomón, Tailandia y Vietnam.